# St Vincents GAA
St Vincents GAA (en irlandais: Naomh Uinsionn) est un club sportif de l’association athlétique gaélique (GAA), situé depuis 1987 dans le quartier de Marino dans le nord de Dublin, non loin du stade de Croke Park. Le club a été fondé en 1931 et était originellement basé à Raheny. 
Le club a remporté deux All-Ireland Senior Club Football Championship en 1976 et le dernier en 2008.

## Histoire
Le St Vincent’s GAA (surnommé "the Vinnys") fut fondé en 1931 par le docteur W.Fitzpatrick et le frère E.Fitzgerald. Le club était originellement basé à Raheny, avant de s'installer à Marino en 1987. St Vincents fusionna avec le club de Marino Camogie en 1997 pour former le St Vincent’s Hurling, Football and Camogie Club. 
Le club a remporté à deux reprises la compétition majeure du football gaélique de clubs, le All-Ireland Senior Club Football Championship, en 1976 puis en 2008, et le championnat de Dublin à 25 reprises, ce qui en fait le club le plus titré du comté de Dublin GAA .
L'équipe de hurling est également très compétitive, puisqu'elle fut sacrée 13 fois championne de Dublin.
La figure la plus marquante du club reste Kevin Heffernan, joueur et manager mythique de Dublin dans les années 70 et 80.
Plus récemment, Pat Gilroy, également ancien joueur de St Vincents, remporta le All-Ireland 2011 en tant que manager.

## Palmarès
- All-Ireland Senior Club Football Championship: 2
  - 1976, 2008

2013,
- Leinster Senior Club Football Championships:5
  - 1973, 1976, 1985, 2008, 2013
- Dublin Senior Football Championships: 26
  - 1949, 1950, 1951, 1952, 1953, 1954, 1955, 1957, 1958, 1959, 1960, 1961, 1962, 1964, 1966, 1967, 1970, 1971, 1972, 1975, 1976, 1977, 1981, 1984, 2007, 2013.
- Dublin Senior Hurling Championships: 13
  - 1953, 1954, 1955, 1957, 1960, 1962, 1964, 1967, 1975, 1981, 1982, 1988 et 1993.

### Effectif actuel
| N° | Nom                     | Poste                   | Age |
| 1  | Michael Savage          | Gardien de but          |     |
| 2  | Michael Concarr         | Arrière droit           |     |
| 3  | Jarlath Curley          | Arrière central         |     |
| 4  | Hugh Gill               | Arrière gauche          |     |
| 5  | Cameron Diamond         | Demi-défensif droit     |     |
| 6  | Ger Brennan (capitaine) | Demi-défensif central   |     |
| 7  | Brendan Egan            | Demi-défensif gauche    |     |
| 8  | Daithi Murphy           | Milieu                  |     |
| 9  | Eamonn Fennell          | Milieu                  |     |
| 10 | Gavin Burke             | milieu offensif droit   |     |
| 11 | Diarmuid Connolly       | Milieu offensif central |     |
| 12 | Shane Carthy            | Milieu offensif gauche  |     |
| 13 | Ruairi Trainor          | Ailier droit            |     |
| 14 | Ciaran Dorney           | Avant-centre            |     |
| 15 | Tomas Quinn             | Ailier gauche           |     |

- composition de l'équipe lors de la finale du championnat de Dublin, le 6 novembre 2013.

### Staff technique
- Tommy Conroy (Bainisteoir) Manager-entraineur

## Joueurs marquants

### Football
- Ger Brennan (actuel joueur de Dublin)
- Diarmuid Connolly (actuel joueur de Dublin)
- Bobby Doyle (joueur de Dublin entre 1972 et 1980)
- Pat Gilroy (manager de Dublin GAA entre 2008 et 2012)
- Tony Hanahoe (joueur de Dublin entre 1964 et 1979)
- Kevin Heffernan (joueur de Dublin entre 1948 et 1969 puis manager en 1973-1976 et 1979-1983)
- Jimmy Keaveney (joueur de Dublin entre 1965 et 1978)
- Brian Mullins (joueur de Dublin entre 1974 et 1985)
- Gay O'Driscoll (joueur de Dublin entre 1965 et 1979)
- Gay O'Driscoll (joueur de Dublin entre 1958 et 1969)
- Mícheál O'Shea
- Tomás Quinn (joueur de Dublin entre 2003 et 2012)
- Michael Savage

### Hurling
- Kevin Heffernan
- Damien Russell
- Tom Russell
- Rónán Fallon